# Михайловка (Арский район)
Михайловка — поселок в Арском районе Татарстана. Входит в состав Старочурилинского сельского поселения.

## География
Находится в северо-западной части Татарстана на расстоянии приблизительно 13 км на юг по прямой от районного центра города Арск.

## История
Основан в первой половине XIX века.

## Население
Постоянных жителей было: в 1859 году — 143, в 1897—210, в 1908—203, в 1920—209, в 1926—253, в 1938—106, в 1949 — 83, в 1958 — 60, в 1970 — 89, в 1979 — 62, в 1989 — 59, 44 в 2002 году (русские 82 %), 49 в 2010.